# 荷屬錫蘭
荷屬錫蘭（羅馬化：Landesi Lankava ，羅馬化：Ollanda Ilankai ）是1640年至1796年期間荷兰东印度公司在斯里蘭卡设立的一个省。尽管荷兰人成功占领了斯里兰卡島大部分沿海地区，但他们始终无法控制斯里蘭卡島内陆的康提王國。 荷屬錫蘭最終被英國吞併 。

## 相關內容
- 荷兰东印度公司 (1602-1799)
- 康提王國 (1469–1815)
- 英屬錫蘭 (1815–1948)